# Nikon D3S
Nikon D3s je digitalni zrcalnorefleksni fotoaparat japonskega podjetja Nikon s tipalom polnega formata (full-frame), ki je na trg prišel 14. oktobra 2009.